# Wupatki Nemzeti Emlékhely
A Wupatki Nemzeti Emlékhely egy nemzeti emlékhely az Amerikai Egyesült Államokban, Flagstaff közelében, Arizona államban.
A Wupatki Nemzeti Emlékhelyen számos rom található, melyet az amerikai őslakosok építettek az európaiak bejövetele előtt. Az emlékhelyet a National Park Service (Nemzeti Park Szolgálat) felügyeli, együtt a közeli Sunset Crater Volcano National Monument-tel.
Az emlékhely 1966-ban létesült 14266 hektáron, ahol három épületet és 29 egyéb emléket tartalmaz.
Az épületeket az ősi Pueblo indiánok építették. Wupatkit először i.e. 500 körül népesítették be.
Wupatki magas épületet jelent indián nyelven.
A romokból következtetve, a pueblo indiánok emeletes, több mint 100 szobás épületben laktak. A közelben lévő Sunset Crater kitörése után népesült be a terület és főleg mezőgazdasággal foglalkoztak.
1182-ben közel 100-an éltek itt, majd 1225-re elhagyták a területet. A 80-as években kezdődött egy archeológiai  feltárás.
800 évvel ezelőtt Wupatki volt a legnagyobb Pueblo település.[forrás?]
 

## Képgaléria

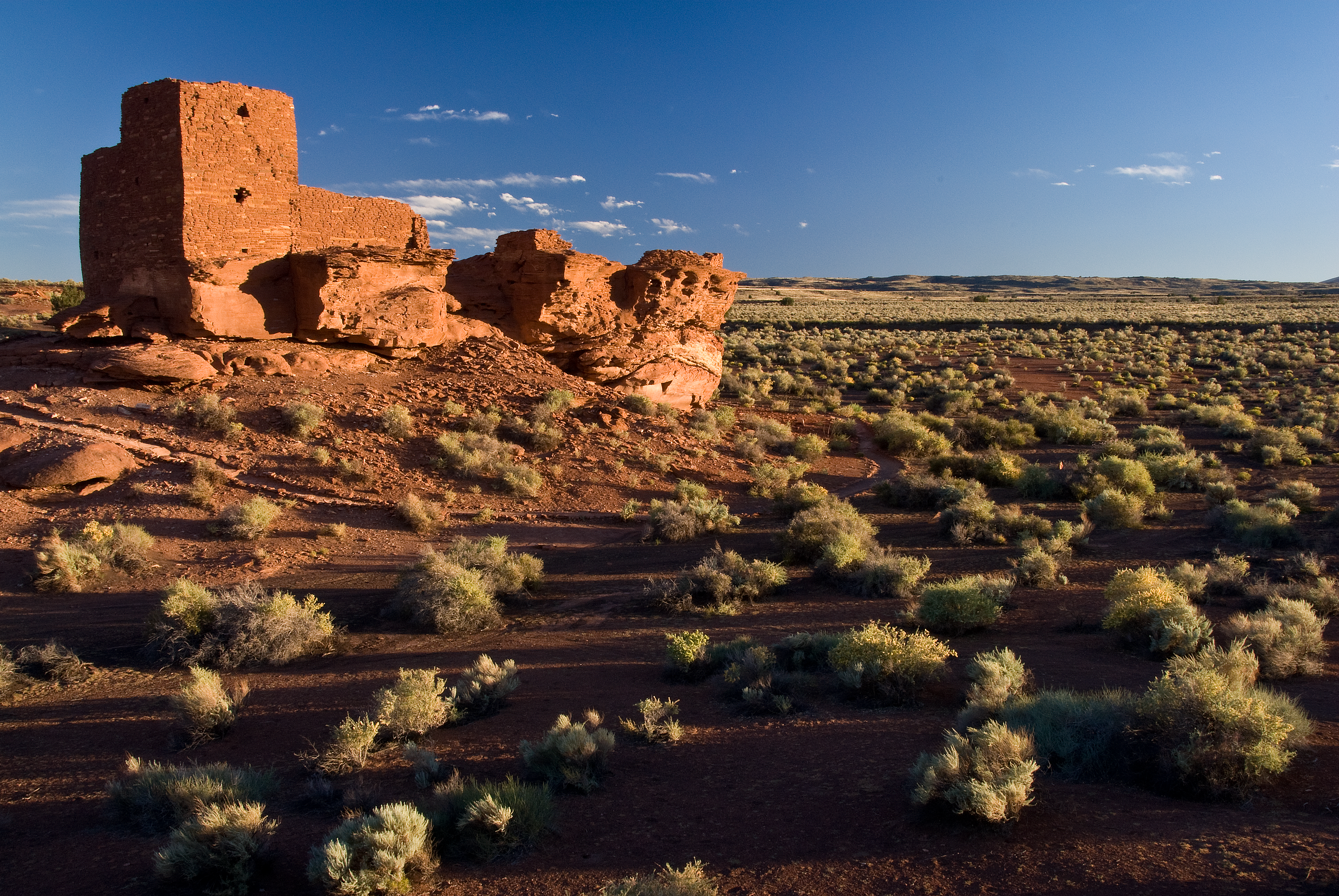
Wupatki rom

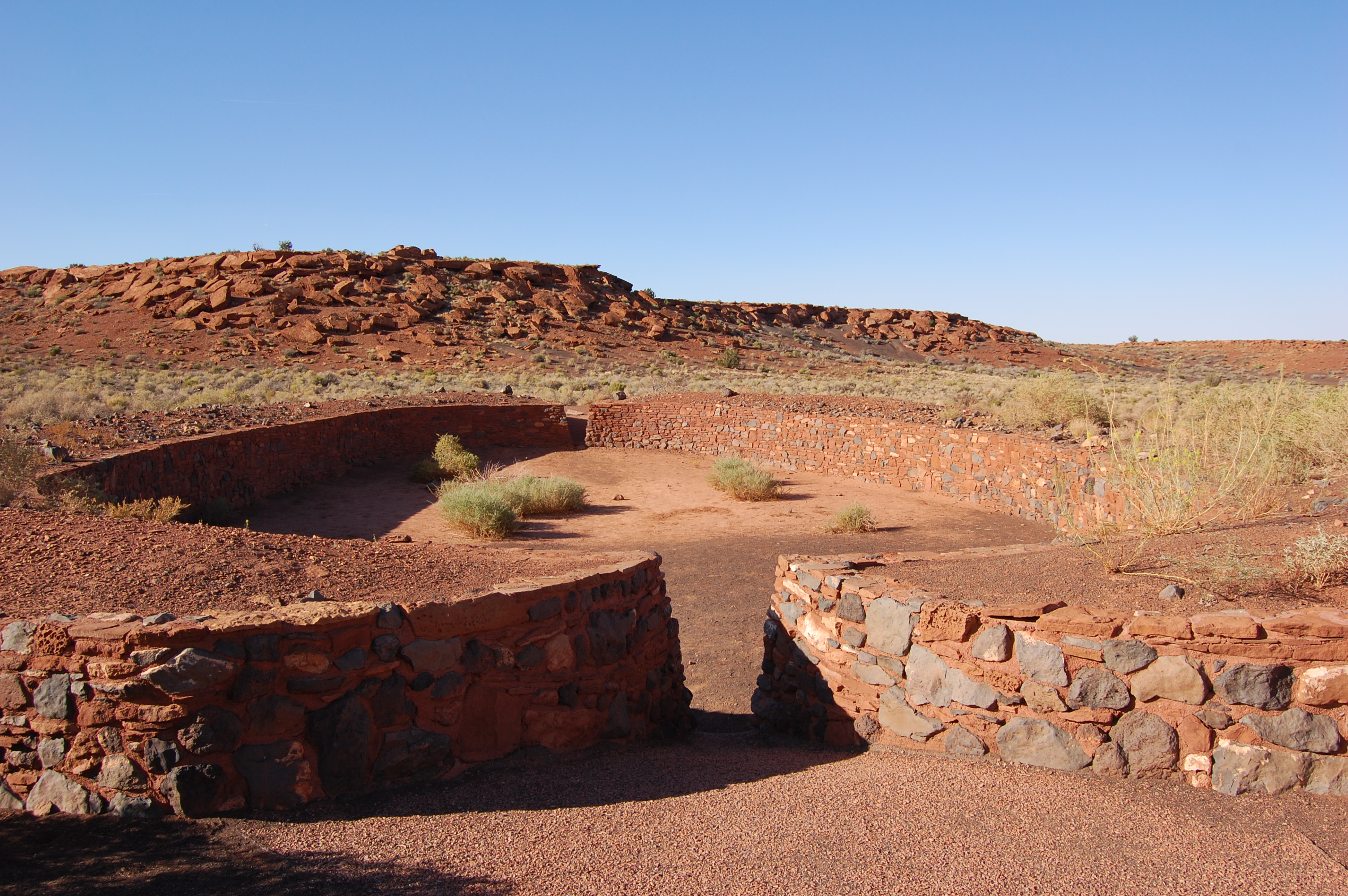
Wupatki rom